# Kozlov (okres Olomouc)
Kozlov (Duits: Kozlau) is een Moravische gemeente in de Tsjechische regio Olomouc, en maakt deel uit van het district Olomouc. Kozlov telt 279 inwoners (2023). Naast het dorp Kozlov zelf is ook Slavkov onderdeel van de gemeente. De gemeente neemt deel aan het samenwerkingsverband Sdružení obcí mikroregionu Bystřička.

## Geschiedenis
- 1324 – De eerste schriftelijke vermelding van de gemeente.
- 2016 – Kozlov wordt, net als Město Libavá, losgemaakt van Vojenský újezd Libavá en wordt een zelfstandige gemeente.[1]

## Aanliggende gemeenten
| Aangrenzende gemeenten | Aangrenzende gemeenten | Aangrenzende gemeenten        | Aangrenzende gemeenten | Aangrenzende gemeenten |
| ---------------------- | ---------------------- | ----------------------------- | ---------------------- | ---------------------- |
|                        |                        | Vojenský újezd Libavá         |                        | Potštát                |
|                        |                        |                               |                        |                        |
| Velký Újezd            | Hranice                |                               |                        |                        |
|                        |                        |                               |                        |                        |
| Dolní Újezd            |                        | Bohuslávky, Lipník nad Bečvou |                        | Jezernice              |

Babice · Bělkovice-Lašťany · Bílá Lhota · Bílsko · Blatec · Bohuňovice · Bouzov · Bukovany · Bystročice · Bystrovany · Červenka · Charváty · Cholina · Daskabát · Dlouhá Loučka · Dolany · Doloplazy · Domašov nad Bystřicí · Domašov u Šternberka · Drahanovice · Dub nad Moravou · Dubčany · Grygov · Haňovice · Hlásnice · Hlubočky · Hlušovice · Hněvotín · Hnojice · Horka nad Moravou · Horní Loděnice · Hraničné Petrovice · Huzová · Jívová · Komárov · Kozlov · Kožušany-Tážaly · Krčmaň · Křelov-Břuchotín · Liboš · Lipina · Lipinka · Litovel · Loučany · Loučka · Luběnice · Luká · Lutín · Lužice · Majetín · Medlov ·
Měrotín · Město Libavá · Mladeč · Mladějovice · Moravský Beroun · Mrsklesy · Mutkov · Náklo · Náměšť na Hané · Norberčany · Nová Hradečná · Olbramice · Olomouc · Paseka · Pňovice · Přáslavice · Příkazy · Řídeč · Samotišky · Senice na Hané · Senička · Skrbeň · Slatinice · Slavětín · Štarnov · Štěpánov · Šternberk · Strukov · Střeň · Suchonice · Šumvald · Svésedlice · Těšetice · Tovéř · Troubelice · Tršice · Újezd · Uničov · Ústín · Velká Bystřice · Velký Týnec · Velký Újezd · Věrovany · Vilémov · Vojenský újezd Libavá · Želechovice · Žerotín